# 42403 Andraimon
42403 Andraimon este o planetă minoră (asteroid) din Asteroid troian al lui Jupiter. A fost descoperită pe 24 septembrie 1960 la Observatorul Palomar de Cornelis Johannes van Houten. 
Obiectul prezintă o orbită caracterizată de o semiaxă mare de 5,246642543383 UAi, o excentricitate de 0,111, o înclinație de 8,1 ° în raport cu ecliptica.